# Meanwhile (10cc-Album)
Meanwhile ist das zehnte Studioalbum der britischen Rockband 10cc. Es wurde in New York und Los Angeles aufgenommen und im Jahr 1992 veröffentlicht. Das Album trug zum Comeback von 10cc bei. Als Single wurde „Woman in Love“(NL #55) ausgekoppelt.

## Hintergrund
Im Herbst 1991 wurde das Comeback der Band bekanntgegeben. Kevin Godley und Lol Creme waren jedoch in ihren Solokarrieren eingebunden, so dass die Hauptarbeit des Albums von Eric Stewart und Graham Goldman geleistet wurde.

## Songliste
(Alle Titel sind von Eric Stewart und Graham Gouldman)
- 1. "Woman in Love" 6:11
- 2. "Wonderland" 4:53
- 3. "Fill Her Up" 4:08
- 4. "Something Special" 3:23
- 5. "Welcome to Paradise" 6:14
- 6. "The Stars Didn't Show" 4:51
- 7. "Green Eyed Monster" 4:44
- 8. "Charity Begins at Home" 4:55
- 9. "Shine a Light in the Dark" 5:42
- 10. "Don't Break the Promises" (Stewart, Paul McCartney, Gouldman) 6:22
- 11. "Woman In Love [Radio Edit]
- 12. "Man With A Mission
- 13. "Welcome To Paradise [7" Edit]
- 14. "Don't
- 15. "Lost In Love
- 16. "Woman In Love [DJ Edit]
- Die Titel 11–16 sind von dem 2008er Re-Release aus Großbritannien

## Besetzung
- Eric Stewart – Gesang, Gitarre, Piano, Flügel, Slide-Gitarre, Streicher
- Graham Gouldman – Gitarre, Gesang
- Lol Creme – Hintergrundgesang
- Kevin Godley – Gesang ("The Stars Didn't Show"), Background-Gesang
- Jeff Porcaro – Schlagzeug, Perkussion
- Freddie Washington – 5 String Bassgitarre
- Michael Landau – Gitarre
- David Paich – Hammond-B3 -Orgel, Synthesizer
- Mac Rebenack (Dr. John) – Flügel ("Fill Her Up", "Something Special", "Charity Begins at Home")
- Paul Griffin – Synthesizer
- Bashiri Johnson – Percussion, Tamburin
- Frank Floyd, Fronzie Thornton, Curtis King, Tawatha Agee, Vaneese Thomas – Hintergrundgesang
- Jerry Hey – Horn Arrangement, Trompete
- Gary Grant – Trompete
- Dan Higgins – Saxophon
- Kim Hutchcroften -Saxophon
- Bill Reichenbach Jr. – Posaune
- Gordon Gaines – Lead-Gitarre
- Andrew Gold – 12-Saiten-Gitarre ("Charity Begins at Home ")

## Rezeption
Dave Thompson von allmusic vergibt zweieinhalb von fünf Punkten und urteilt: „Although the prodigals did contribute to the album by way of backing vocals, their presence was scarcely felt.“ (Obwohl die verlorenen Söhne durch Hintergrundgesang zum Album beigetragen haben, spürt man ihre Anwesenheit kaum.)